# Shotter's Nation
Shotter's Nation is het tweede album van de Engelse rockband Babyshambles. Op 1 oktober 2007 werd het album gelanceerd. De eerste single van het album Delivery werd op 17 september uitgebracht en behaalde in de eerste week de zesde plaats in de BBC Singles Chart.
Shotter's Nation is geproduceerd door Stephen Street, onder andere bekend van zijn werk met Blur en The Smiths, in de Olympic Studios in Londen.
De tweede single van dit album zal You Talk zijn, de releasedatum is 3 december 2007.
Shotter's Nation stond een week na de release op #5 in de UK Album Chart.

## Tracklist
1. "Carry On Up The Morning" - 2:58
2. "Delivery" – 2:42
3. "You Talk" – 3:30
4. "UnBiloTitled" – 3:52
5. "Side of the Road" – 2:09
6. "Crumb Begging Baghead" – 3:44
7. "Unstookie Titled" – 4:30
8. "French Dog Blues" – 3:32
9. "There She Goes" – 3:36
10. "Baddie's Boogie" – 3:55
11. "Deft Left Hand" – 4:04
12. "The Lost Art of Murder" – 4:38